# 金聖華
金聖華（英語：Serena Jin），中國翻譯學者，早年就讀香港培正中學，1962年畢業於香港中文大學英文系，聖路易斯華盛頓大學文學碩士，巴黎第四大學（即巴黎-索邦大學）博士。1993至1998年期間出任香港中文大學翻譯系主任。1997年獲頒大英帝國官佐勳章，表揚她對香港翻譯工作的貢獻。《傅雷家书》的英文和法文信件由金聖華翻譯。
金聖華曾任香港中文大學校董、新亞書院校董、文學院副院長等職，現為香港中文大學翻譯系的榮休講座教授。

## 資料來源
1. ↑  . 灼見名家. 2017-05-12  [2021-06-29]. （原始内容存档于2021-11-01）.
2. ↑  .   [2012-07-15]. （原始内容存档于2009-07-15）.

## 外部連結
- Professor Jin Sheng Hwa, Serina - Department of Translation
- 金聖華和書熱戀 （页面存档备份，存于）